# Grad Rekštanj
Grad Rekštanj (nemško Rukenstein, Ruckenstein, Rukhenstain) je stal na prepadnem pomolu gozdnatega hriba Smedovec vzhodno nad dolino reke Mirne blizu Laz pri Boštanju. Opuščen je bil sredi 17. stoletja, vidne so le še manjše razvaline obrambnega stolpa.

## Zgodovina
Grad Rekštanj je bil zgrajen konec prve polovice 13. stoletja. Upravljali so ga vitezi Rekštanjski (Ruckhensteini), ministeriali štajerskih vojvod Babenberžanov. V šestdesetih letih 13. stoletja so v sklop gospostva v Laškem sodile posesti okoli Radeč z Žebnikom kot centrom ter grad Rekštajn.  Grad je prvič omenjen leta 1267 v urbarju gospostva Laško, ki ga je dal izdelati češki kralj in štajerski vojvoda Otokar II. Přemysl, nato še leta 1336, leta 1392 kot trdnjava Ruckhenstain, leta 1421 pa kot grad Ruckhenstain.  Na gradu so med drugimi gospodarili svobodni gospodje Svibeski od leta 1327, po njihovem obubožanju, so grad leta 1381 v last pridobili Celjski grofje, ki so ga dalje dajali v zastavo ali v fevd. Leta 1392 je kot zastavni lastnik izpričan vitez Janez Čreteški (Hans von Reutenberg). Celjski knez Friderik ga je leta 1436 podelil v fevd  vitezu Frideriku Čušperškemu. Po izumrtju Celjskih je grad in posest ponovno prešlo pod deželnoknežja oblast. Deželnoknežja komora ga je dajala v zajem in zastavo Kacenštajnom in Auerspergom. 
Leta 1515 so grad požgali uporni kmetje, nato je bil obnovljen. Konec  15. stoletja so bili lastniki plemiči Hundti in grofje Hohenwarti . Od leta 1600 je kot deželnoknežji fevdnik in lastnik Janez Harter. Sredi 17. stoletja je bil opuščen. Sedež rekštanjskega gospostva je bil prenesen na Tariški grad oziroma dvorec Tariška vas. O gradu pričajo le še razvaline obrambnega stolpa in del obrambnega jarka, ki so bile leta 2013 razglašene za nepremični kulturni spomenik lokalnega pomena.
Iz gospostva Rekštanj skoraj zagotovo izvira mojster kamnosek Gregor Rekštanjski, ki je okoli leta 1544 vklesal glavni portal (eden najbolj okrašenih na Slovenskem) poznogotske cerkve sv. Petra v Dvoru pri Polhovem Gradcu.